# Colorado Ranger
Colorado Ranger è un film del 1950 diretto da Thomas Carr. Il film è conosciuto anche con il titolo Guns of Justice.
È un western statunitense con James Ellison, Russell Hayden, Raymond Hatton, Fuzzy Knight e Julie Adams.

## Produzione
Il film, diretto da Thomas Carr su una sceneggiatura di Ron Ormond e Maurice Tombragel e un soggetto di E.B. Mann (quest'ultimo non accreditato), fu prodotto dallo stesso Ormond per la Lippert Pictures e girato nell'Iverson Ranch a Chatsworth, Los Angeles, California, nel novembre del 1949.

## Distribuzione
Il film fu distribuito negli Stati Uniti dal 12 maggio 1950 al cinema dalla Lippert Pictures.

## Promozione
Le tagline sono:
- GUNNING FOR JUSTICE! THRILLING ACTION on Bullet-Blasted Peaks of the Rockies!
- GUNNING FOR JUSTICE! on the bullet-blasted peaks of the Rockies!
- BLASTING OUTLAW HIDEOUTS...at the law's frontier!
- ROARING ACTION!